# Titularbistum Magarmel
Magarmel ist ein Titularbistum der römisch-katholischen Kirche.
Die in Nordafrika gelegene Stadt war ein alter römischer Bischofssitz, der im 7. Jahrhundert mit der islamischen Expansion unterging. Er lag in der römischen Provinz Numidien.
| Titularbischöfe von Magarmel |                              |                                                       |               |                   |
| Nr.                          | Name                         | Amt                                                   | von           | bis               |
| 1                            | Thomas Leo Parker            | emeritierter Bischof von Northampton (Großbritannien) | 17 Jan 1967   | 7. Dezember 1970  |
| 2                            | Gilbert Espinosa Chávez      | Weihbischof in San Diego (USA)                        | 9. April 1974 | 15. März 2020     |
| 3                            | Julio Esteban Larrondo Yáñez | Weihbischof in Santiago de Chile (Chile)              | 26. Mai 2020  | 12. Dezember 2023 |
| 4                            | Antony Valumkal              | Weihbischof in Verapoly (Indien)                      | 11. Mai 2024  |                   |